# Зубрицький Денис Іванович
Дени́с Іва́нович Зубри́цький (нар. 1777, с. Батятичі, нині Львівського району Львівської області — пом. 4 січня 1862, Львів) — український історик, етнограф, архівіст. Член-кореспондент Археографічної комісії при Петербурзькій академії наук (1842). Член-кореспондент Петербурзької академії наук (1855).

## Біографія
Народився в 1777 р. у с. Батятичі Жовківської округи в родині посесора. Належав до давньої шляхетної родини гербу Венява, яка походить із  Сяноцького повіту.
Початкову освіту здобув вдома. у 1790—1795 роках навчався у Львівській гімназії. Саме тут вперше долучився до упорядкування Львівського міського архіву.
Служив дрібним урядовцем магістрату міста Березів. 1809 — став секретарем Перемишльського повітового управління адміністрації Варшавського князівства. 1811—1822 — член Краківської масонської ложі. На початку 1820-х років працював судовим перекладачем з російської мови у Львівському магістраті. 1829—1847 — співпрацівник Ставропігійського інституту у Львові. 1838—1839 — на прохання Львівського магістрату упорядковував міський архів.
1848 — висунутий на посаду редактора першого літературно-наукового часопису «Галицька бджола». Був членом польської Центральної національної ради. Згодом повністю присвятив себе науковій роботі. Друкувався в часописах Відня, Лейпцига, Кракова, Варшави, Львова. Писав «язичієм», російською, польською та німецькою мовами. Був членом Київської археографічної комісії, підтримував зв'язки з Одеським товариством історії та старожитностей, з Михайлом Максимовичем, Михайлом Погодіним та ін.
Похований у Львові на Личаківському цвинтарі (поле 22).

## Погляди

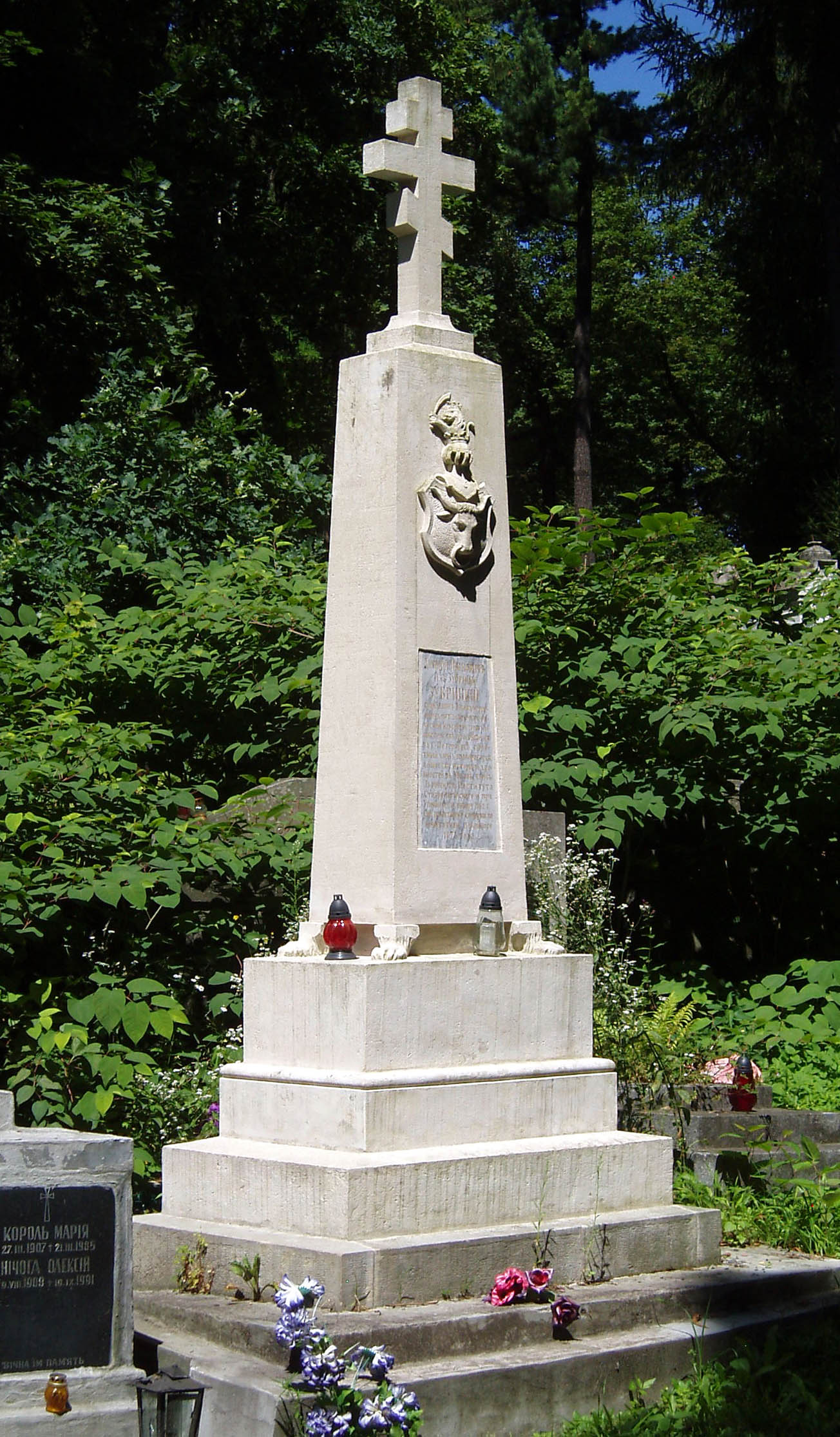
Могила Дениса Зубрицького на 22-му полі Личаківського цвинтаря

За політичними поглядами Зубрицький був палким прихильником панщини в Галичині та самодержавства в особі російського імператора Миколи I. Українську мову вважав лише діалектом російської, яким не можна розвивати ні науки, ні літератури[джерело?]. Український народ вважав частиною великоросійського. Водночас своїми працями завдав нищівного удару[джерело?] по польській історіографії, яка намагалася довести, що Галичина була споконвічно польською землею[джерело?].

## Наукова діяльність
Зубрицький упорядкував низку львівських архівів. У своїх працях спирався виключно на архівні матеріали, які не були досліджені. Започаткував в Україні розвиток археографії, сфрагістики, геральдики та інших спеціальних історичних дисциплін. 1836 року видав працю присвячену кириличному книгодрукуванню на Галичині.
Основні праці:
- «Historyczne badania o drukarniach rusko-słowiańskich w Galicji» (1836),
- «Нарис з історії руського народу і церковної ієрархії в тому ж королівстві» (1837),
- «Хроніка міста Львова» [Архівовано 13 лютого 2015 у Wayback Machine.] (1844, власне хроніка — з С. 30)
- «Критико-історична повість временних літ Червоної або Галицької Русі» [Архівовано 5 липня 2020 у Wayback Machine.] (1845),
- «Кордони між руським та польським народами у Галичині» (1849)
- «Історія стародавнього Галицького князівства» в трьох томах (1852—1855).

Чимало творів Зубрицького залишилися неопублікованими.

## Українські переклади
- «Хроніка Ставропігійського братства»[6]